# Hughie Cannon
Hughie Cannon (Detroit, 1877. május 11. – Toledo, 1912. szeptember 22. vagy 1912. június 17.) amerikai dzsesszzongorista, dalszerző. Legismertebb szerzeménye a „Won't You Come Home” című ragtime volt.

## Pályafutása
Hugo Cannon írta a zenéjét és a szövegét Bill Bailey "Won't You Please Come Home?" című dzsessz-sztenderdjének 1902-ben.
Cannon Detroitban született. Dalokat írt és zongorázott vaudeville előadásokon. Közreműködött May Irwin „Mrs. Black Is Back” (1904) Broadway musicaljében is. További slágerei közé tartozik a „Just Mert She Made Dem Goo-Goo Eyes” (1900), az „I Hates To Get Up Early In The Morning” (1901) és a „He Done Me Wrong” (1904). Ez utóbbi adta meg a klasszikussá vált ballada, a „Frankie és Johnny” (1912) dallamát.
A nagyivó Hughie Cannon megbetegedett és 35 évesen meghalt Toledóban.
A „Won't You Please Come Home?” című dal egy vasúti munkás történetét meséli el, akit a felesége kirúg rendszeres italozása miatt. Az elköltött pénz számukra valóságos vagyon. Az asszony látja, amint a férfi elhalad egy új autóval, és megszólal a dal híressé vált refrénje: „Won't You Come Home!”
Az évek során ezt a tréfás dalt Louis Armstrong, Jimmy Durante, Ella Fitzgerald, Della Reese és Bobby Darin is előadta, és olyan filmekben szerepelt, mint a Warner Bros. rajzfilmjei, a „Papa's Delicate Condition” (1963) és a „The Conversation” (1974).
A dal még mindig a dixieland zenekarok kedvence.